# Wołów (gromada)
Wołów – dawna gromada, czyli najmniejsza jednostka podziału terytorialnego Polskiej Rzeczypospolitej Ludowej w latach 1954–1972.
Gromady, z gromadzkimi radami narodowymi (GRN) jako organami władzy najniższego stopnia na wsi, funkcjonowały od reformy reorganizującej administrację wiejską przeprowadzonej jesienią 1954 do momentu ich zniesienia z dniem 1 stycznia 1973, tym samym wypierając organizację gminną w latach 1954–1972.
Gromadę Wołów z siedzibą GRN w mieście Wołowie (nie wchodzącym w skład gromady) utworzono – jako jedną z 8759 gromad na obszarze Polski – w powiecie wołowskim w woj. wrocławskim, na mocy uchwały nr 31/54 WRN we Wrocławiu z dnia 2 października 1954. W skład jednostki weszły obszary dotychczasowych gromad Lipnica, Piotroniowice i Uskorz Wielki oraz wieś Garwół z dotychczasowej gromady Garwół ze zniesionej gminy Wołów oraz obszar dotychczasowej gromady Łososiowice ze zniesionej gminy Mojęcice w tymże powiecie. Dla gromady ustalono 14 członków gromadzkiej rady narodowej.
31 grudnia 1961 do gromady Wołów włączono wsie Moczydlnica Dworska, Kłoptówka, Bożeń, Golina, Stary Wołów, Kretowice i Wrzosy ze zniesionej gromady Stary Wołów, wsie Mojęcice, Kąty, Stobno, Biskupice i Rudno ze zniesionej gromady Mojęcice oraz wieś Dębno ze zniesionej gromady Krzydlina Wielka w tymże powiecie.
1 stycznia 1972 do gromady Wołów włączono obszar zniesionej gromady Pełczyn (oprócz wsi Smogorzów Wielki i Smogorzówek) w tymże powiecie.
Gromada przetrwała do końca 1972 roku, czyli do kolejnej reformy gminnej. 1 stycznia 1973 powiecie wołowskim reaktywowano gminę Wołów.